# Premier League 2024-2025 (calcio Bangladesh)
La Premier League 2024-2025 è stata la 17ª edizione della massima serie del campionato di calcio bengalese. Il campionato è iniziato il 29 novembre 2024 ed è terminato il 29 maggio 2025. La squadra campione in carica era il Bashundhara Kings.
La competizione è stata vinta dal Mohammedan, al suo ventesimo titolo, il primo con il nuovo format del campionato.

## Stagione

### Novità
Dall'edizione 2023-2024 viene retrocesso il Brothers Union, mentre dalla Bangladesh Championship League 2023-2024 sono promossi due club, Fakirerpool YMC e Dhaka Wanderers, rispettivamente primo e secondo classificato.

#### Aggiornamenti
Il 17 luglio 2024 la BFF annuncia che non ci sarebbero state retrocessioni in Bangladesh Championship League 2024-2025, permettendo così al Brothers Union, precedentemente retrocesso, di disputare la stagione 2024-2025 nella massima serie bengalese. Invece, il Sheikh Jamal e il Sheikh Russel  si sono ritirati dal campionato.

### Formula
Le 10 squadre partecipanti giocano un girone all'italiana con gare di andata e ritorno, per un totale di 18 giornate. Al termine di queste, la squadra prima in classifica è campione del Bangladesh e si qualifica per la AFC Challenge League 2025-2026, mentre le ultime due classificate retrocedono in Bangladesh Championship League 2025-2026.

## Squadre partecipanti
| Club               | Stagione | Città                   | Stadio                      | Stagione precedente                        |
| ------------------ | -------- | ----------------------- | --------------------------- | ------------------------------------------ |
| Abahani Ltd. Dacca | dettagli | Dacca                   | Dakha Stadium               | 3º posto in Premier League                 |
| Bangladesh Police  | dettagli | Dacca                   | Rafiq Uddin Bhuiyan Stadium | 4º posto in Premier League                 |
| Bashundhara Kings  | dettagli | Distretto di Nilphamari | Bashundhara Kings Arena     | 1º posto in Premier League                 |
| Brothers Union     | dettagli | Dacca                   | Muktijuddho Sriti Stadium   | 10º posto in Premier League                |
| Chittagong Abahani | dettagli | Chittagong              | MA Aziz Stadium             | 7º posto in Premier League                 |
| Dhaka Wanderers    | dettagli | Gazipur                 | Shaheed Barkat Stadium      | 2º posto in Bangladesh Championship League |
| Fakirerpool YMC    | dettagli | Gazipur                 | Shaheed Barkat Stadium      | 1º posto in Bangladesh Championship League |
| Fortis             | dettagli | Dacca                   | Muktijuddho Sriti Stadium   | 5º posto in Premier League                 |
| Mohammedan         | dettagli | Dacca                   | Rafiq Uddin Bhuiyan Stadium | 2º posto in Premier League                 |
| Rahmatganj         | dettagli | Dacca                   | Munshiganj Stadium          | 9º posto in Premier League                 |

## Classifica finale
|       | Pos. | Squadra                    | Pt | G  | V  | N | P  | GF | GS | DR  |
| ----- | ---- | -------------------------- | -- | -- | -- | - | -- | -- | -- | --- |
| [ 7 ] | 1.   | Mohammedan                 | 42 | 18 | 13 | 3 | 2  | 46 | 16 | +30 |
| [ 7 ] | 2.   | Abahani Ltd. Dacca         | 35 | 18 | 10 | 5 | 3  | 31 | 8  | +23 |
| [ 8 ] | 3.   | Bashundhara Kings          | 35 | 18 | 9  | 5 | 4  | 45 | 15 | +30 |
|       | 4.   | Rahmatganj                 | 30 | 18 | 9  | 3 | 6  | 39 | 25 | +14 |
|       | 5.   | Brothers Union             | 27 | 18 | 7  | 6 | 5  | 28 | 18 | +10 |
|       | 6.   | Fortis                     | 27 | 18 | 6  | 9 | 3  | 24 | 15 | +9  |
|       | 7.   | Bangladesh Police          | 27 | 18 | 8  | 3 | 7  | 24 | 25 | -1  |
|       | 8.   | Fakirerpool YMC            | 19 | 18 | 6  | 1 | 11 | 23 | 54 | -31 |
|       | 9.   | Dhaka Wanderers            | 10 | 18 | 3  | 1 | 14 | 14 | 55 | -41 |
|       | 10.  | Abahani Limited Chittagong | 3  | 18 | 1  | 0 | 17 | 7  | 50 | -43 |

Legenda:
      Campione del Bangladesh.
      Ammessa agli spareggi della AFC Challenge League 2025-2026.
 Retrocessione diretta.